# تشوي يونغ سو
تشوي يونغ سو (بالكورية: 최용수) (و. 1973  م) هو لاعب كرة قدم، ومدرب كرة القدم، من كوريا الجنوبية، ولد في بوسان، شارك في الألعاب الأولمبية الصيفية 1996، وبطولة كأس العالم لكرة القدم 2002، وكأس العالم لكرة القدم 1998، يلعب كمهاجم.

## وصلات خارجية
- Choi Yong-soo – National Team Stats at اتحاد كوريا الجنوبية لكرة القدم (بالكورية)
- تشوي يونغ سو على موقع الاتحاد الدولي (مؤرشف)  (الإنجليزية)
- تشوي يونغ سو على موقع رابطة كرة القدم اليابانية للمحترفين (اليابانية)
- تشوي يونغ سو على موقع دوري كوريا الجنوبية (الإنجليزية)
- تشوي يونغ سو على موقع قاعدة بيانات كرة القدم.إي يو (الإنجليزية)
- تشوي يونغ سو على موقع ناشيونال فوتبول تيمز (الإنجليزية)
- تشوي يونغ سو على موقع كووورة
- تشوي يونغ سو على موقع اللجنة الأولمبية الدولية (الإنجليزية)
- تشوي يونغ سو على موقع أوليمبيديا (الإنجليزية)
- اللاعب تشوي يونغ سو على موقع كووورة.

| مناصب رياضية      | مناصب رياضية             | مناصب رياضية     |
| ----------------- | ------------------------ | ---------------- |
| سبقه Kang Chun-ho | كابتن نادي سول 1999–2000 | تبعه Kim Gwi-hwa |

1. ↑  Includes ten appearances and seven goals considered non-international.